# Estampa (revista)
L'Estampa va ser una revista de reportatge il·lustrada que es va editar entre 1928 i 1938. Va ser un projecte editorial de Luis Montiel de Balanzat, enginyer madrileny, monàrquic moderat, entusiasta de la tècnica, les màquines i el progrés. Montiel, s'havia iniciat en el món de les arts gràfiques amb la Papelera Madrilenya i la impremta Gráficas Excelsior.
En arribar al primer any, Estampa tenia una tirada de 200.000 exemplars, tants com totes les seues competidores juntes, entre elles Blanco y Negro i Nuevo Mundo.
Des del començament es va posicionar com a revista d'informació per a tots els públics, sense fixar l'habitual posicionament polític de la premsa de l'època. Amb tot, vol acontentar al seu públic femení i al número 8 va entrevistar a Victoria Kent, Clara Campoamor i Matilde Huici, les úniques advocades que hi ha fins al moment a Madrid. Amb això es desmarca del tipus de reportatge de la competidora Blanco y Negro que retratava l'alta societat.